# Live at the Village Vanguard, Vol. I (The Embedded Sets)
Live at the Village Vanguard, Vol. I (The Embedded Sets) ist ein Jazzalbum von Steve Coleman. Die im Mai 2017 im Village Vanguard entstandenen Aufnahmen erschienen am 10. August 2018 auf Pi Recordings. Es dokumentiert zwei Nächte einer einwöchigen Residenz Colmans in dem New Yorker Jazzclub im Jahr 2017.

## Hintergrund
Während der Saxophonist Steve Coleman in den letzten Jahren bei Synovial Joints (2015) und bei Morphogenesis (2017) mit einer größeren Besetzung für eine reichhaltige Orchestrierung sorgte, ist auf diesem Doppelalbum, das an drei Abenden im Mai 2017 live im Village Vanguard aufgenommen wurde, seine Kerntruppe vertreten: Bassist Anthony Tidd und Schlagzeuger Sean Rickman, Gitarrist Miles Okazaki und Trompeter Jonathan Finlayson. Neben seinen Eigenkompositionen spielte Coleman auch Interpretationen von „Little Girl I’ll Miss You“, einem Stück seines Idols Bunky Green (das in zwei Versionen enthalten ist), und von „Figit Time“, einem Stück seines Mentors Doug Hammond. Weitere Mitschnitte der Konzerte im Village Vanguard erschienen 2021 auf dem Album Live at the Village Vanguard Volume II (Mdw Ntr).
Der Saxophonist spielte bei seinen Auftritten im Village Vanguard mit Kollegen, mit denen er in früheren Versionen der Gruppe Five Elements zusammengearbeitet hatte. Die Veteranen sind dabei das Rhythmusteam aus Bassist Anthony Tidd und Schlagzeuger Sean Rickman, die beide 1999 bei The Sonic Language of Myth (RCA Victor) dabei waren und auch auf Colemans vorheriger Live-Veröffentlichung Resistance Is Futile (Label Bleu, 2001) zu hören waren. Der Trompeter Jonathan Finlayson spielte ebenfalls auf Resistance Is Futile sowie auf Functional Arrythmias (Pi) aus dem Jahr 2013, wo der Gitarrist Miles Okazaki zur Gruppe hinzukam und damit das Quintett in seiner aktuellen Form vervollständigte.

## Titelliste
- Steve Coleman: Live at the Village Vanguard, Vol. I (The Embedded Sets) (Pi Recordings PI 76)[3]

1. Horda 7:49
2. Djw 6:35
3. Little Girl I’ll Miss You (Bunky Green) / Embedded #1 16:50
4. idHw 6:46
5. twf 7:08
6. Figit Time (Doug Hammond) 8:25
7. Nfr 8:21
8. Little Girl I’ll Miss You (Bunky Green) 7:02
9. Change the Guard 7:01
10. rmT / Figit Time (Doug Hammond) 16:34
11. Nfr 9:47
12. idHw 6:55
13. twf 7:22
14. Horda 6:26
15. Embedded #1 6:58
16. Djw 7:33
17. rmT / 9 to 5 14:52

Wenn nicht anders vermerkt, stammen die Kompositionen von Steve Coleman.

## Rezeption

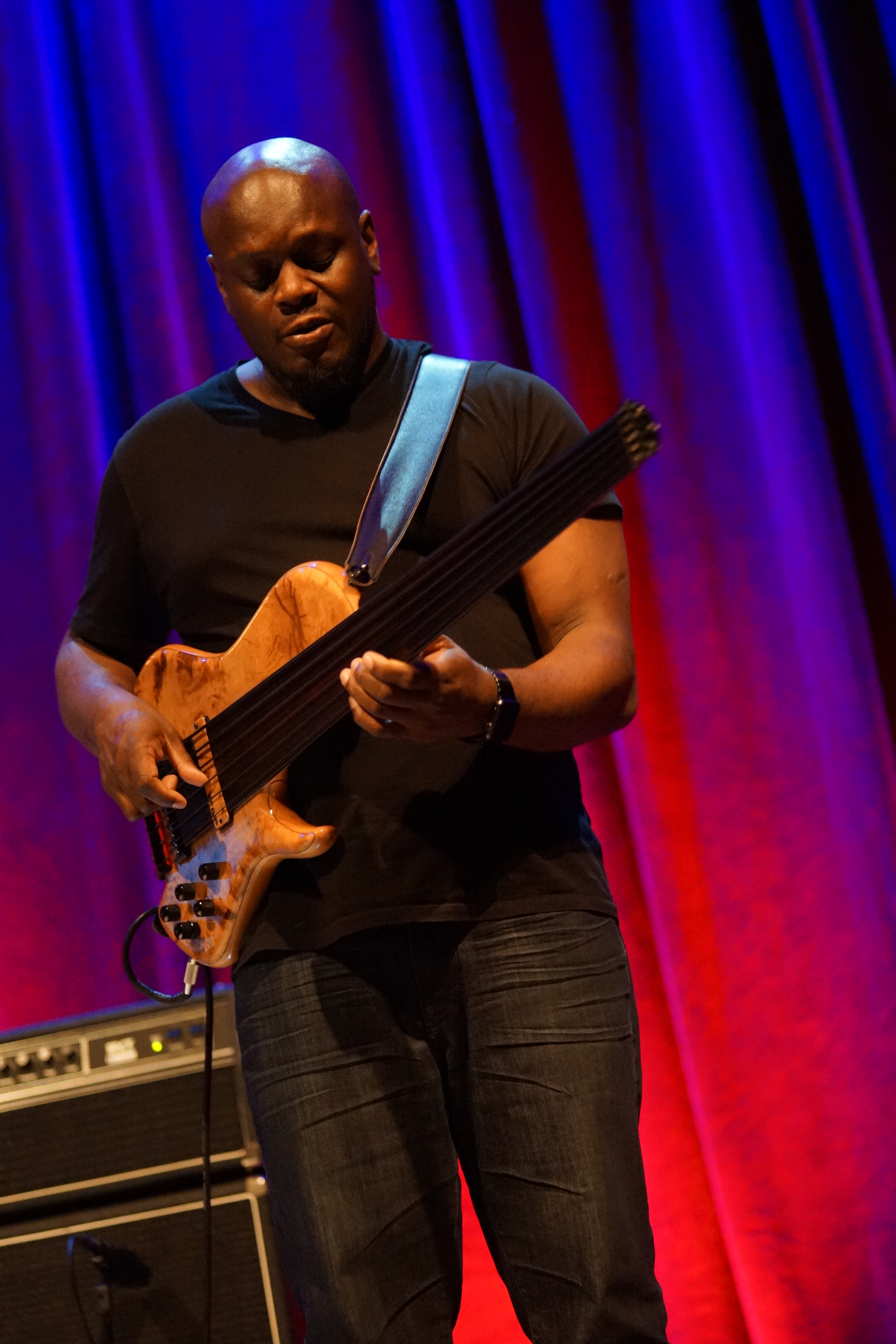
Anthony Tidd mit Steve Colemans Reflex Trio, Transition Festival Utrecht, 2017

Nach Ansicht von Troy Dostert, der das Album in All About Jazz rezensierte, wird es dem hohen Niveau des Vanguard-Stammbaums mehr als gerecht. Es handle sich außerdem um eine von Colemans besten Aufnahmen – und vielleicht um die bisher umfassendste Umsetzung seiner Arbeit mit Five Elements, seinem langjährigen Quintett mit mehreren Iterationen, das bis in die Mitte der 1980er-Jahre zurückreicht. Während die beiden vorangegangenen, „äußerst ehrgeizigen“ Alben, Coleman in seiner intellektuellsten Form präsentierten, liege hier der Schwerpunkt ganz und gar auf dem Groove, Colemans einzigartiger, auf Funk basierender Herangehensweise an den Jazz, die über viel Komplexität und musikalische Raffinesse verfüge, aber in einem unwiderstehlichen rhythmischen Antrieb verankert ist. Es sei schon immer Colemans zugänglichster Modus gewesen, und hier funktioniere er perfekt.
Live at the Village Vanguard, Vol. I stelle einen Paradigmenwechsel dar, da Coleman sich auf spontane Komposition und freie Improvisation konzentriert, schrieb Karl Ackermann (All About Jazz). Ungewöhnliche und komplexe Taktarten sind auf diesem Album immer noch vorhanden, obwohl der Gesamtkontext vom Augenblick geprägt sei. Nach Ansicht Ackermanns habe sich Coleman für ein erhebliches Maß an Wiederholungen entschieden, wobei alle bis auf zwei Stücke eine zweite Version hätten. Obwohl die Alternativen bis zu einem gewissen Grad variierten, wäre dieses sehr lange Album [qualitativ] deutlich über dem Durchschnitt gelegen, wenn man sich [bei der Produktion] auf die besten Stücke begrenzt hätte. Dennoch unterscheide sich Colemans Musik so sehr von fast allem, was man aktuell zu hören bekommt, dass das mehrfache Hören etwas tiefere Einblicke in die Werkentwicklung des Komponisten ermögliche. Darüber hinaus böten diese sparsameren Ansätze ein umfassendes Bild eines Künstlers mit einem Gespür für die Straße, aktuell und relevant, ohne kulturelle Bezüge oder dabei die Bebop-Grundlagen, mit denen Coleman aufgewachsen ist, zu opfern.
Steve Coleman und Five Elements würden alle aktuellen Jazzquintette in den Schatten stellen, wenn es um die Qualität der Zeit geht, die ihre Mitglieder miteinander verbracht haben und die sie durch ihre Auftritte zusammenschweißten, schrieb Howard Mandel im Down Beat. Colemans Interesse an „Systemen“ gelte möglicherweise eher für seine Kompositionen als für die improvisatorischen Interpretationen der Band, die stets intuitiv wirken, aber dennoch immer perfekt synchron seien. Die Rhythmiker würden ausnahmsweise zur Dynamik neigen, wobei Rickman und Tidd die leiterartigen Phrasen und taumelnden Abstiege, die Coleman und Finlayson hinlegen, verstärken oder von ihnen zurücktreten. Okazaki biete dezente, aber angemessene Compings. Die beiden Fremdkompositionen passten zum ansonsten originellen Repertoire, das disziplinierte Virtuosität, spontane Entdeckungen und die Freude an der Teamarbeit verkörpere. Insgesamt verleihe der Zusammenhalt von Five Elements Colemans Musik eine Oberfläche von cooler Konsistenz. Das Livealbum sei ein beispielhaft für dessen aktuellen Kunst und Praxis.